# Jasen Fisher
Jasen Fisher Lee (Chicago - 8 de maio de 1980)  é um ex-ator mirim. Ele fez sua primeira aparição no filme de 1989 Parenthood como Kevin Buckman, recebendo uma indicação ao Young Artist Award como um ator coadjuvante. Ele interpretou o personagem Luke em Convenção Das Bruxas de 1990, pelo qual foi indicado ao Saturn Award de Melhor Performance por um Jovem Ator. Ele jogou Ace (um dos Meninos Perdidos) no filme 1991 gancho, recebendo um Young Artist Award como parte de seu elenco.  Ele não tem mais créditos de tela. Ele participou de William Fremd da High School, graduando-se na classe de 1998.